# フィウマーラ
フィウマーラ（イタリア語: Fiumara）は、イタリア共和国カラブリア州レッジョ・カラブリア県にある、人口約900人の基礎自治体（コムーネ）。

## 地理

### 位置・広がり

#### 隣接コムーネ
隣接するコムーネは以下の通り。
- カランナ
- カンポ・カーラブロ
- レッジョ・ディ・カラブリア
- サン・ロベルト
- シッラ
- ヴィッラ・サン・ジョヴァンニ

## 行政

### 分離集落
フィウマーラには、以下の分離集落（フラツィオーネ）がある。
- Baglio Adorno, Croce, Matiniti, San Nicola, San Pietro, San Rocco